# Nubia X
Nubia X是中国努比亞在2018年11月发布的双屏智能手机。主显示屏分辨率1080*2280，6.26英寸；背部的副显示屏分辨率720*1520，5.1英寸。处理器是高通驍龍845。